# Condylostylus fimbriatus
Condylostylus fimbriatus är en tvåvingeart som beskrevs av Octave Parent 1928. Condylostylus fimbriatus ingår i släktet Condylostylus och familjen styltflugor.
Artens utbredningsområde är Surinam. Inga underarter finns listade i Catalogue of Life.